# Catedral basílica de San Demetrio (Sremska Mitrovica)
La Catedral Basílica de San Demetrio o simplemente Catedral de Sremska Mitrovica (en serbio: Римокатоличка црква Светог Димитрија) es el nombre que recibe un edificio religioso afiliado a la Iglesia católica que se encuentra en la localidad de Sremska Mitrovica en el norte del país europeo de Serbia.
El templo sigue el rito romano o latino y es el asiento de la diócesis de Sirmio (Dioecesis Sirmiensis o Сремска бискупија) que fue creada en el siglo IV y que fue restablecida por el papa Gregorio IX en el 1229.
La iglesia actual fue construida en 1810 y dedicada el 30 de junio de ese año a San Demetrio, patrón de la ciudad. Fue elevada a la condición de concatedral en 1984, y a basílica menor en 1991. Con la restauración de la diócesis de Sirmio en 2008, la iglesia fue elevada a catedral.

## Véase también

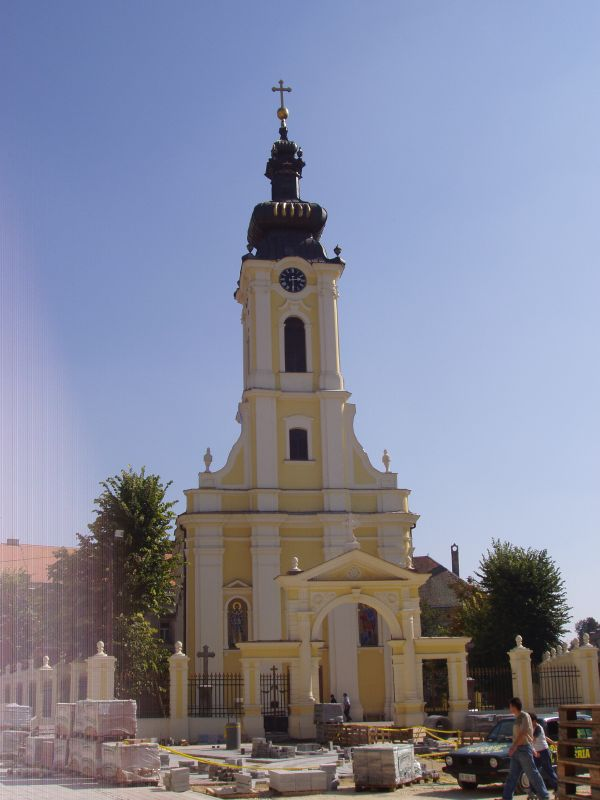
Otra vista del templo